# 龚意农
龚意农（1900年—1989年），原名积楷，字季模，男，安徽合肥人，中华人民共和国政治人物，曾任中国人民银行安徽省分行行长，安徽省政协副主席。

## 家庭
父亲龚彦师，异母长兄龚积柄，妹妹龚夕涛。